# 인천여자고등학교

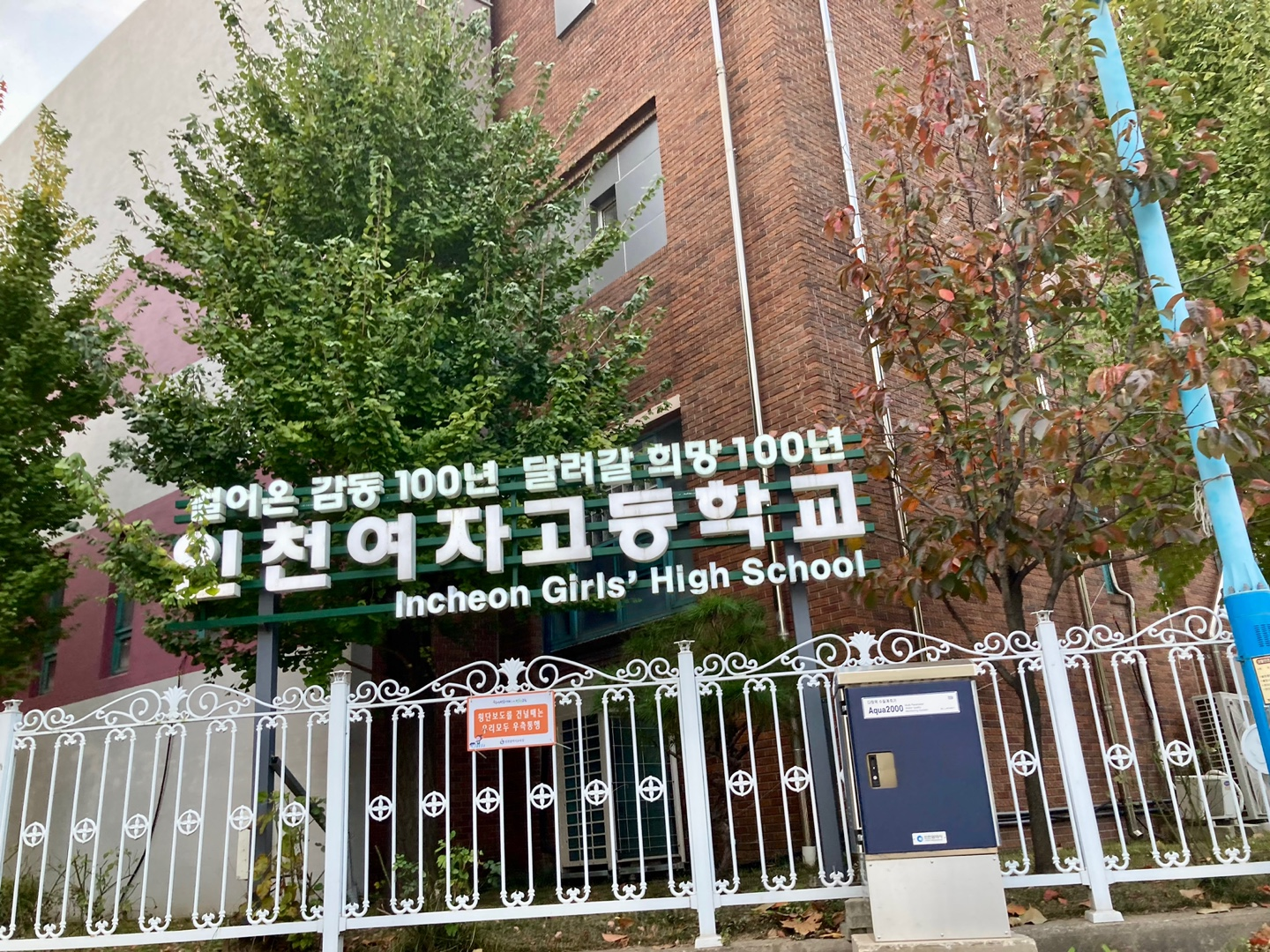
인천여자고등학교 간판

인천여자고등학교(仁川女子高等學校)는 대한민국 인천광역시 연수구 연수동에 위치한 공립 고등학교이다.

## 학교 연혁
- 1908년 4월 6일 : 인천여학교 개교
- 1913년 4월 1일 : 인천공립고등여학교(4년제) 인가
- 1951년 8월 31일 : 인천여자고등학교 인가, 인천여자중학교와 분리
- 1955년 4월 1일 : 12학급 인가(보통과 9, 상과 3)
- 1961년 2월 28일 : 상인천여자중학교 병설 9학급 인가
- 1964년 1월 21일 : 상과, 가정과 폐지, 보통과 15학급 인가
- 1970년 3월 1일 : 상인천여자중학교와 분리
- 1976년 1월 19일 : 인천여자고등학교 부설 방송통신고등학교 9학급 설립 인가
- 1998년 7월 29일 : 연수동 신축 교사로 이전
- 2008년 9월 26일 : 개교 100주년 기념 행사
- 2022년 3월 1일 : 제26대 김화연 교장 취임
- 2024년 2월 7일 : 제111회 졸업(273명) <졸업생 누계 34,137명>
- 2024년 3월 4일 : 제114회 입학식(288명)

## 참고 자료
- 인천여자고등학교 - 한국교육학술정보원 학교알리미